# Violant de Pallars
Violant de Pallars (¿? - Sarrià, Barcelona, 12 de maig de 1418), va ser monja clarissa i la cinquena abadessa del monestir de Santa Maria de Pedralbes, aleshores al municipi de Sarrià, esdevingut després un barri de Barcelona.

## Vincles familiars
Era filla de Ramon-Roger II, comte de Pallars, i de Sibil·la de Cardona i de Pinós, i, doncs, neboda per part de la mare de Constança de Cruïlles, que també estava al monestir.
Va mantenir sempre relació amb la seva família. Quan el comtat ja havia passat a Hug Roger II de Pallars, nebot seu, Violant de Pallars li va fer donació de tot el que a ella li pertocava de l'herència de la mare, Sibil·la de Cardona, una part de la qual l'havia rebuda anys abans del seu germà Hug Roger I de Pallars.
Mentre Violant de Pallars era a Pedralbes, hi ingressà també la seva neboda Geralda de Pallars, i al llarg del segle XV altres nebodes d'aquesta, Sibil·la, Elionor i una altra Violant de Pallars.

## El seu abadiat
Violant de Pallars va ser escollida abadessa del monestir, després de la defunció d'Agnès ça Rovira, el 16 de gener del 1396, i es mantindria en el càrrec fins al 1409, any en què va ser destituïda.
Aquesta destitució –o resignació canònica– sembla obeir al desacatament de les ordres papals, malgrat que es digués que la causa havia estat l’edat. La prosperitat i els privilegis havien anat augmentant, a Pedralbes. A principis del sigle xv s'havien ampliat les llicències per entrar cada quinze dies dins la clausura les parentes de les religioses amb dues acompanyants; el papa Benet XIII –conegut com el papa Luna– era partidari de l’enduriment de les condicions de vida i clausura de les monges i volia més austeritat. Amb aquesta finalitat fou nomenat reformador de l’orde de les clarisses Tomàs Olzina, que es trobà al davant l’oposició frontal de l’abadessa i del conjunt de les monges. Aquest desig de control de l’administració del centre es va tancar en aquell moment amb la renúncia de l’abadessa, Violant de Pallars. El papa Luna nomenà aleshores abadessa Violant d' Aragó, que ho era fins aleshores de les Clarisses de Valencia, viuda; en morir al cap de tres mesos, fou succeïda per Isabel March.
També durant l'abadiat de Violant de Pallars vingué imposat el canvi d'hàbit, que es feu alhora al convent de Santa Clara de Barcelona: l'hàbit primitiu de les clarisses pel de les benedictines, ample i de color negre, en contra del que específicament prescriu la regla d'Urbà IV: «Les gonelles subiranes é los scapularis é los mantels no sien pintats de color de tot en tot blanca ne de tot en tot negre en nuyla manera».
VIolant de Pallars continuà vivint al monestir de Pedralbes fins que va morir, nou anys després de la renúncia.